# Sten Gagnér

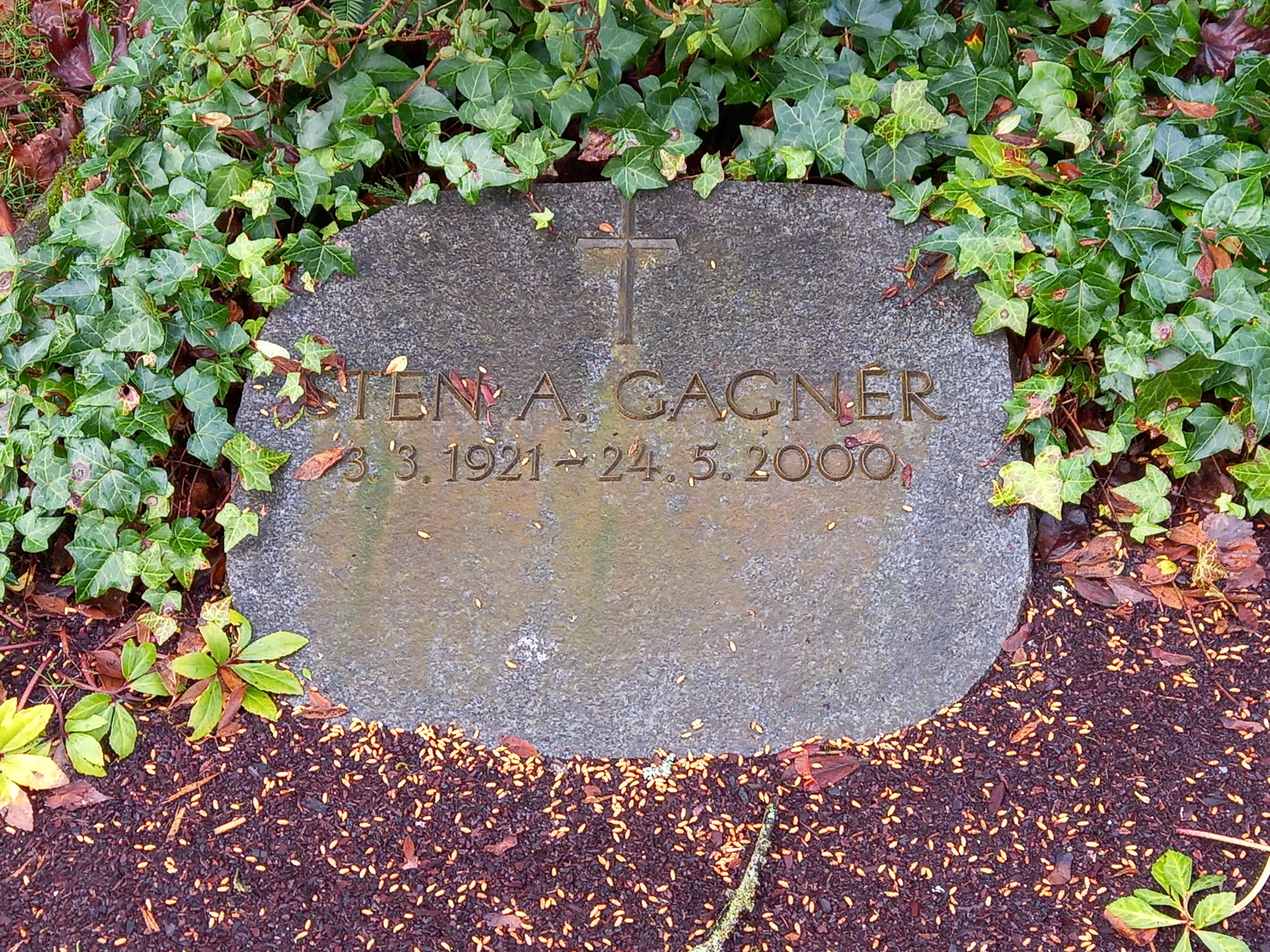
Das Grab von Sten Gagnér auf dem Zentralfriedhof Bad Godesberg in Bonn

Sten Gagnér (* 3. März 1921 in Uppsala; † 24. Mai 2000 in München) war ein schwedischer Rechtshistoriker, der ab 1964 an der Universität München lehrte.

## Leben
Gagnér stammte aus der Provinz Dalarna und studierte in seiner Geburtsstadt Uppsala Rechtswissenschaft, Philosophie, Geschichte und nordische Philologie. Ab 1949 arbeitete er, parallel zu seiner beruflichen Tätigkeit bei der schwedischen Polizei und Justiz, an Fragen der europäischen Rechtsgeschichte des Mittelalters. 1964 wurde er auf einen Lehrstuhl für nordische und europäisch vergleichende Rechtsgeschichte an die Ludwig-Maximilians-Universität München berufen.
In der Folge wandte er sich auch der neueren Privatrechtsgeschichte sowie Wissenschaftsgeschichte zu und schrieb dazu mehrere Monographien in Form großer Aufsätze. Inspiriert vom skandinavischen Rechtsrealismus und der Sprachphilosophie Ludwig Wittgensteins, setzte er sich kritisch mit der Methodik neuerer rechtshistorischer Arbeiten auseinander. Seine Stärken lagen im philologisch genauen Zugriff, in der Analyse tradierter Vorstellungen unter Zuhilfenahme der Wissenschaftsgeschichte sowie in der Förderung des wissenschaftlichen Nachwuchses.
1986 verlieh ihm die Universität Turku, 1990 die Universität Kopenhagen einen juristischen Ehrendoktor.
Gagnérs Schüler waren unter anderem die Rechtshistoriker Michael Stolleis, Wolfgang Wiegand, Kurt Seelmann, Joachim Rückert, Rainer Schröder, Monika Frommel, Maximiliane Kriechbaum, unter den Doktoranden der Autor Michael Kunze.
Gagnér war erst mit Franca Mannocci (* 1920), ab 1957 mit Margit Anna-Brita Andersson (1926–1982) und ab 1969 mit Uta Zuppke verheiratet.

## Werke (Auswahl)
- Studien zur Ideengeschichte der Gesetzgebung. Stockholm/Uppsala/Göteborg 1960.
- Zur Methodik neuerer rechtsgeschichtlicher Untersuchungen I: Eine Bestandsaufnahme aus den sechziger Jahren. Ebelsbach 1993.
- Abhandlungen zur europäischen Rechtsgeschichte. Hrsg. von Joachim Rückert, Michael Stolleis, Maximiliane Kriechbaum, Goldbach 2004.